# Aspicarpa triphylla
Aspicarpa triphylla är en tvåhjärtbladig växtart som först beskrevs av Carl Friedrich Philipp von Martius och Adrien Henri Laurent de Jussieu, och fick sitt nu gällande namn av Emil Hassler. Aspicarpa triphylla ingår i släktet Aspicarpa och familjen Malpighiaceae. Inga underarter finns listade i Catalogue of Life.